# Taylor-Dispersion

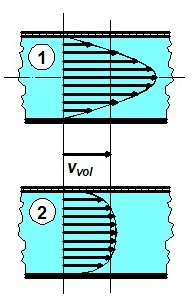
Strömungsprofil in einem Fluidkanal

Als Taylor-Dispersion (nach dem britischen Mathematiker und Physiker Geoffrey Ingram Taylor) bezeichnet man in der Fluidmechanik einen Prozess, bei dem in einem Fluidkanal durch Scherströmung die effektive Diffusivität erhöht und somit der Ausgleich eines Konzentrationsgradienten erleichtert werden kann.
In einem kreisförmigen Kanalquerschnitt bildet sich das in der Abbildung gezeigte laminare, parabelförmige Strömungsprofil aus. Durch Reibung und Viskosität des Fluids nimmt die Strömungsgeschwindigkeit zum Kanalrand ab (Gesetz von Hagen-Poiseuille).
Anfangs direkt benachbarte Fluidpartikel bewegen sich aufgrund der verschiedenen Geschwindigkeiten, mit denen sie transportiert werden, auseinander. Durch diesen Prozess kommt es im Kanal zu einem Ausgleich von Konzentrationsgradienten, der um Größenordnungen schneller abläuft als durch reine Diffusionsprozesse.